# Pat a Patachon
Pat a Patachon byla dánská komická dvojice a zároveň jména filmových postav ze série snímků, již natočili. Sláva dvojice kulminovala ve 20. a 30. letech 20. století, především v němé éře. Dvojici tvořili dánští herci (původně cirkusoví klauni) Carl Schenstrøm (Pat) a Harald Madsen (Patachon). Komický efekt byl mj. založen na tom, že Pat byl velmi vysoké a hubené postavy, zatímco Patachon malý a zavalitý. V češtině se pojem „Pat a Patachon“ stal i zavedeným úslovím. Pat a Patachon byla ovšem značka, pod níž byli známí zejména v německojazyčném prostoru či v Česku. V jiných zemích vystupovali pod jinými jmény, například v USA jako „Ole & Axel“, v Británii „Long & Short“, v rodném Dánsku „Fyrtårnet og Bivognen“, ve Francii „Doublepatte et Patachon“, v Nizozemsku „Watt en Halfwatt“ atp. Natočili společně přes 50 filmů, první v roce 1921. Jeden z jejich snímků, Pat und Patachon im Paradies (1937), režíroval Karel Lamač.